# Beth Ehlers
Beth Ehlers (Queens - New York, 23 juli 1968) is een Amerikaanse actrice.
Ehlers is het meest bekend van haar rol als Taylor Thompson in de televisieserie All My Children waar zij in 104 afleveringen speelde en als Harley Cooper in de televisieserie Guiding Light waar zij in 605 afleveringen speelde. Voor haar rol in de televisieserie Guiding Light heeft zij twee keer een prijs gewonnen, in 2005 won zij een Daytime Emmy Award en in 1998 won zij een Soap Opera Digest Award

## Biografie
Ehlers werd geboren in de borough Queens van New York. Later verhuisde zij met haar familie naar de borough Manhattan (New York) waar zij ging studeren aan de Satellite Academy. Hierna studeerde zij kort aan de Universiteit van Syracuse in Syracuse (New York) waarna zij begon met haar carrière als actrice.
Ehlers was van 1991 tot en met 1992 getrouwd, vanaf 1996 tot en met 2005 was zij opnieuw getrouwd en heeft hieruit twee kinderen.

## Filmografie

### Films
- 2002 A Wedding Story: Josh and Reva – als Harley Cooper
- 1987 Hiding Out – als Chloe
- 1984 Things Are Looking Up – als Mia Braithwaite
- 1983 The Hunger – als Alice Cavender
- 1983 In Defense of Kids – als Marie Shurtleff
- 1983 The Wilder Summer – als ??
- 1981 Family Reunion – als Janice Lyman

### Televisieseries
Uitgezonderd eenmalige gastrollen.
- 2020 - 2022 Forever and a Day - als Melanie Walters - 43 afl.
- 2012 River Ridge – als Coryn Foster - 6 afl.
- 2008 – 2009 All My Children – als Taylor Thompson – 104 afl.
- 1987 – 2008 Guiding Light – als Harley Cooper – 605 afl.
- 1985 The Best Times – als Mia Braithwaite – 6 afl.

- Library of Congress Control Number: no2011038288
- Virtual International Authority File: 169080662
- WorldCat: E39PBJjMw3fp6XXhHt9j4gFdwC